# Jan Hendrik Oort
Jan Hendrik Oort (Franeker, 28. travnja 1900. – Leiden, 5. studenog 1992.), nizozemski astronom. Istražujući tokove zvijezda u Mliječnoj stazi, ustanovio gibanje Sunca prema zvijezdama i diferencijalnu vrtnju Galaktike. Ocijenio je veličinu i masu Mliječne staze, te udaljenost Sunca od njezina središta. Sudjelovao u ispitivanju spiralne galaktičke strukture s pomoću radiovalne spektralne linije vodika valne duljine 21 cm. Godine 1950. razvio ideju da do trećine udaljenosti najbližih zvijezda (oko jedne svjetlosne godine) postoji oblak od približno trilijun kometskih jezgara (Oortov oblak).

## Važna otkrića
- 1924. Oort je otkrio postojanje galaktičkog haloa, skupina zvijezda koje se nalaze izvan jezgre galaktika;
- 1927. je izračunao da je središte Mliječnog puta oko 5 900 parseka (19 200 svjetlosnih godina) udaljeno od Zemlje i Sunčevog sustava, i da se nalazi u zviježđu Strijelac (Strijelac (zviježđe));
- 1932. je mjereći kretanje zvijezda u Mliječnoj stazi otkrio prvi puta prisustvo tamne tvari, jer je pronašao da masa galaktike mora biti puno veća nego što se može vidjeti. Tako masi galaktičkih skupova zvijezde, prašina i plin pridonose manje od 10%. Dodatnih 10 do 40% mase dolazi od vruće međugalaktičke tvari, a ostatak je nevidljiv.[2]
- Pokazao je da je masa Mliječnog puta oko 100 milijarda puta veća od mase Sunca;
- 1950. je postavio hipotezu prema kojoj se većina kometa giba u kometskom oblaku (Oortov oblak), koji je na udaljenosti reda veličine jedne svjetlosne godine. Zbog izvjesnih poremećaja (utjecaj bližih zvijezda, prolaz Sunčeva sustava kroz oblak međuzvjezdane materije i sl.), poneki od kometa “oslobađaju” se od Oortova oblaka i zalaze duboko u Sunčev sustav, gdje mogu biti “zarobljeni” gravitacijskim poljem tijela Sunčeva sustava ili pak “izbačeni” daleko u svemir.

### Oortov oblak
Oortov oblak je pretpostavljeni oblak koji čine kometi i slična tijela okružujući Sunce na udaljenosti do trećine udaljenosti najbližih zvijezda. Oort je 1950. pretpostavio da taj oblak u obliku sferne ljuske čini svojevrsnu granicu Sunčeva sustava. U ravnini ekliptike u njem se ističe nešto gušći prsten s većim brojem kometa. Najgušći je na udaljenosti od približno 50 000 astronomskih jedinica, a pretpostavlja se da se gubi na udaljenosti od približno 200 000 astronomskih jedinica. Kometi, kojih se ukupna masa procjenjuje na približno 40 masa Zemlje, u prosjeku su međusobno udaljeni desetke milijuna kilometara. Smatra se da su tijela koja ga čine nastala na raznolikim udaljenostima od Sunca i da su utjecajem velikih planeta potisnuta na veliku udaljenost. Iz analize kemijskoga sastava kometa koji su se približili Suncu može se zaključiti da se tijela Oortova oblaka sastoje uglavnom od vode, metana, etana, ugljikova monoksida i vodikova cijanida, iako je moguće da postoje i stjenovita tijela. Najveće je poznato tijelo iz Oortova oblaka patuljasti planet 90377 Sedna.

#### Sedna
90377 Sedna je patuljasti planet koji su 14. studenog 2003. otkrili američki astronomi Michael Brown (1965.), Chadwick Trujillo (1973.) i David Rabinowitz (1960.) na udaljenosti od 90 astronomskih jedinica. Tada je to bilo najudaljenije nebesko tijelo uočeno u Sunčevu sustavu. Giba se jako izduženom (ekscentricitet 0,8527) putanjom (perihel 76 361 astronomskih jedinica, afel 937 astronomskih jedinica) nagnutom s obzirom na ekliptiku (inklinacija 11,927°). Obilazi Sunce za 11 400 godina. Promjera je od 1 200 do 1 600 km. Spektralna analiza površine pokazuje da se poput drugih transneptunskih tijela sastoji od mješavine vode, metana, dušikova leda i smjese jednostavnih organskih molekula (metana i etana). Nazvan je po Sedni, eskimskoj božici mora.